# مدیندی، استرالیای جنوبی
مدیندی (به انگلیسی: Medindie) یک حومه شهر در استرالیا است که در آدلاید واقع شده‌است.